# Trstené pri Hornáde
Trstené pri Hornáde – wieś (obec) na Słowacji położona w kraju koszyckim, w powiecie Koszyce-okolice. Pierwsze wzmianki o miejscowości pochodzą z roku 1270. 
Według danych z dnia 31 grudnia 2012, wieś zamieszkiwało 1512 osób, w tym 772 kobiety i 740 mężczyzn.
W 2001 roku rozkład populacji względem narodowości i przynależności etnicznej wyglądał następująco:
- Słowacy – 97,2%
- Czesi – 0,14%
- Polacy – 0,14%
- Romowie – 1,84%
- Węgrzy – 0,27%

Ze względu na wyznawaną religię struktura mieszkańców kształtowała się w 2001 roku następująco:
- Katolicy rzymscy – 89,77%
- Grekokatolicy – 0,95%
- Ewangelicy – 0,48%
- Prawosławni – 0,07%
- Ateiści – 1,3%
- Nie podano – 2,32%